# Daniel Klewer
Daniel Klewer (ur. 4 marca 1977 w Rostocku) piłkarz niemiecki grający na pozycji bramkarza.

## Życiorys
Klewer urodził się w Rostocku i tam też rozpoczął piłkarską karierę w klubie FC Hansa Rostock. W 1997 roku został włączony do kadry pierwszej drużyny, ale nie miał wówczas szans na grę, gdyż był trzecim bramkarzem po Perrym Bräutigamie i Martinie Pieckenhagenie. Przed sezonem 2001/2002 z zespołu odszedł Pieckenhagen i Klewer rywalizował dodatkowo z nowo przybyłym Mathiasem Schoberem. W tamtym sezonie Daniel zadebiutował w Bundeslidze, 16 marca 2002 w przegranym 2:4 wyjazdowym spotkaniu z 1. FC Köln. W całym sezonie wystąpił 8 razy, ale już w 2002/2003 znów nie zagrał w żadnym z meczów. W sezonie 2003/2004 zagrał w dwóch ligowych spotkaniach, a latem odszedł z klubu. Podpisał wówczas kontrakt z 1. FC Nürnberg, gdzie był rezerwowym dla Raphaela Schäfera. W klubie z Norymbergi zadebiutował 29 stycznia 2005 wygranym 4:2 wyjazdowym meczu z VfB Stuttgart. W całym sezonie zagrał pięciokrotnie i nieznacznie pomógł FCN w utrzymaniu w lidze. W sezonie 2005/2006 nie zagrał ani razu, a w 2006/2007 wystąpił w jednym spotkaniu, wygranym 3:1 z Hannoverem. Zagrał także w trzech spotkaniach Pucharu Niemiec, który FCN wygrało po finale z VfB Stuttgart (3:2).
| Sezon   | Klub             | Kraj   | Rozgrywki             | Mecze | Bramki |
| ------- | ---------------- | ------ | --------------------- | ----- | ------ |
| 1997/98 | FC Hansa Rostock | Niemcy | Bundesliga            | 0     | 0      |
| 1998/99 | FC Hansa Rostock | Niemcy | Bundesliga            | 0     | 0      |
| 1999/00 | FC Hansa Rostock | Niemcy | Bundesliga            | 0     | 0      |
| 2000/01 | FC Hansa Rostock | Niemcy | Bundesliga            | 0     | 0      |
| 2001/02 | FC Hansa Rostock | Niemcy | Bundesliga            | 8     | 0      |
| 2002/03 | FC Hansa Rostock | Niemcy | Bundesliga            | 0     | 0      |
| 2003/04 | FC Hansa Rostock | Niemcy | Bundesliga            | 2     | 0      |
| 2004/05 | 1. FC Nürnberg   | Niemcy | Bundesliga            | 5     | 0      |
| 2005/06 | 1. FC Nürnberg   | Niemcy | Bundesliga            | 0     | 0      |
| 2006/07 | 1. FC Nürnberg   | Niemcy | Bundesliga            | 1     | 0      |
| 2007/08 | 1. FC Nürnberg   | Niemcy | Bundesliga            | 10    | 0      |
| 2008/09 | 1. FC Nürnberg   | Niemcy | 2. Bundesliga         | 0     | 0      |
| 2009/10 | 1. FC Nürnberg   | Niemcy | Bundesliga            | 0     | 0      |
| 2010/11 | 1. FC Nürnberg   | Niemcy | Bundesliga            | 0     | 0      |
|         |                  |        | Łącznie w Bundeslidze | 26    | 0      |